# Chevilly, Vaud
Chevilly är en ort och kommun i distriktet Morges i kantonen Vaud, Schweiz. Kommunen har 337 invånare (2023).